# Erich Hanisch
Erich Hanisch fue un deportista alemán que compitió en piragüismo en la modalidad de aguas tranquilas.
Participó en los Juegos Olímpicos de Berlín 1936, obteniendo una medalla de plata en la prueba de K2 plegable 10 000 m. Ganó una medalla de oro en el Campeonato Europeo de Piragüismo de 1934.

## Palmarés internacional
| Juegos Olímpicos   | Juegos Olímpicos       | Juegos Olímpicos | Juegos Olímpicos     |
| Año                | Lugar                  | Medalla          | Competición          |
| ------------------ | ---------------------- | ---------------- | -------------------- |
| 1936               | Berlín (Alemania)      | Medalla de plata | K2 plegable 10 000 m |
| Campeonato Europeo |                        |                  |                      |
| Año                | Lugar                  | Medalla          | Competición          |
| 1934               | Copenhague (Dinamarca) | Medalla de oro   | K2 plegable 10 000 m |